# Скинс (сериал)
Скинс е британска тийн драма, която проследява живота на група тийнейджъри от Бристол, Югозападна Англия на 16-18 годишна възраст. Неговите спорни истории ни показват проблеми, като например семейни проблеми, психично разстройство(като например хранителни разстройства), секс в ранна възраст, пристрастяване към наркотици, пушене и смърт. Сериалът е създаден от Браян Елсли и Джейми Британ за "Company Pictures" и е излъчен за първи път по телевизия Е4 на 25 януари 2007 година. Нетипичното за този сериал е, че подновява актьорския си състав на всеки два сезона. Името на сериала идва от британски жаргон skins – хартийки, които се използват при правенето на цигара.

## Актьорски състав и герои

### Първо поколение
Тони Стонем (Никълъс Холт) е привлекателно, интелигентно и популярно момче. Неговите манипулативни начини често не се забелязват от другите, но са катализатор за много от случките в сериала. 
Сид Дженкинс (Майк Бейли) е най-добрият приятел на Тони, но характерът му е съвсем различен от този на приятеля му. Той не е уверен в себе си, стеснителен и се бори с училищните задачи. Сид харесва Мишел и тя знае.
Приятелката на Тони е Мишел Ричардсън (Ейприл Пирсън) - момиче, което не може да бъде сърдито за дълго време на гаджето си. На външен вид Мишел изглежда повърхностна, суетна и надута, но работи здраво, има особено голям интерес към френския и испанския и е много зряла емоционално. 
Приятелка е с Каси Айнсуорт (Хана Мюрей) – ексцентрично момиче, което страда от хранително разстройство. Каси се опитва да скрие битките си с умственото здраве, докато нейните родители я игнорират заради новото им бебе.
Крис Майлс (Джоузеф Демпси) е парти момчето на групата. Има труден семеен живот; изгубил е брат си, който е страдал от наследствен субарахноидален кръвоизлив в ранна възраст. Той живее сам, заради амбивалентния си баща и напусналата го майка. Пада си по учителката му по психология - Анджи. 
Джал Фейзър (Лариса Уилсън) е много чувствително момиче, което има музикален талант и свири на кларинет. Майка ѝ бяга, оставяйки Джал да живее с известния си баща (музикант) и амбициозните си братя рапъри. Най-добрата ѝ приятелка е Мишел. 
Макси Оливър (Мич Хюър) е гей, който обича да танцува. Той е атрактивен, съблазнителен и талантлив и е приет такъв, какъвто е от семейството си и повечето от приятелите си. 
Неговият най-добър приятел Ануар Карал( Дев Пател ) който има гъвкав подхват към ислямa и не се притеснява от ранния и прибързан секс и вземането на наркотици, въпреки че религията му отрича всичко това. Той има необичаен характер, известен е с глупавите си постъпки и чувството си за хумор. Той и Макси имат спорове помежду си, защото Ануар е единственият от приятелите му, които не го разбират напълно и не одобряват сексуалната му ориентация. 
Появилата се единствено във втория сезон, Люси, по-добре позната като „Скеч“, е тихо и спокойно уелско момиче. Тя е обсебена от Макси и често го наблюдава от стаята си. Тя няма баща, затова тя помага сама на майка си, която страда от множествена склероза.
Заедно с постоянния състав има и второстепенни герои. Ефи Стонем (Кая Скоделарио) е по-малката сестра на Тони и споделя много от характера и навиците на брат си. Тя е мистериозна и манипулативна и почти не говори в първия сезон.
Абигейл Сток (Джорджина Мофат) е богато момиче със социопатски тенденции и една от многото, с които Тони е преспал. 
Мадисън Туатър (Стивън Уолтърс) е дилърът на Сид.
Родителите на постоянните герои често са играни от добре познати британски актьори. Хари Енфийлд играе ролята на бащата на Тони и Ефи - Джим Стонем. Питър Капалди и Джози Лоурънс играят родителите на Сид – Марк и Лиз Дженкинс.

### Второ поколение
Елизабет „Ефи“ Стонем (Кая Скоделарио), по-малката сестра на Тони, става водещ герой във второто поколение. Ефи е красива, популярна и лидер, като брат си. Тя е също така тиха и сдържана, опитвайки се да държи проблемите си скрити. Пандора Муун (Лиса Бакуел) е нейна приятелка, която се появява за първи път във втори сезон. Тя не е запозната със сексуалния и наркотичен свят, на който Ефи се наслаждава, но иска и е готова да го проучи. Томас Томоне (Мервил Люкиба) е имигрант от Демократична република Конго с морално почтени схващания и добросъвестна натура. Той се влюбва лудо в Пандора.
Джеймс Кук (Джак О'Конел), Фреди Маклер (Люк Паскуалино) и Джей Джей Джоунс (Оли Барбиери) са приятели още от детството си. Кук е не само харизматичен и социален, но е също и много буен и не се бои от властите. Той си пада женкар, за което става въпрос в много от епизодите. В сравнение с него, Фреди е небрежен скейтър, който обича да пуши трева, като по-чувствителен и отговорен приятел, често се кара с Кук заради държанието му. И двамата харесват Ефи, което става причина за пукнатините в приятелството им. Аутъзмът на Джей Джей е една от основите причини да не може да се впише в обществото, но той се е научил да използва магически трикове, за да се сприятелява. Приятелите му го намират мил.
Кейти (Меган Прескот) и Емили Фич (Катрин Прескот) са много различни близначки. Кейти се мисли за много вървежна и иска да превземе мястото на Ефи като кралица на групата. Държанието ѝ създава проблеми между тях, защото Емили се примирява със сексуалната си ориентация. Емили е в сянката на сестра си. Тя е мрачна, но възприемчива. Влюбена е в Наоми Кемпбъл (Лили Ловлес), сприхаво и страстно младо момиче. Емили се сприятелява и с Джей Джей.
Другите герои включвам Карен Маклер, сестрата на Фреди, която отчаяно иска да е известна. Макензи Крук е гост звезда и играе ролята на Джони Уайт – психо гангстер от Бристол и др.

### Трето поколение
Франки Фицджералд (Дакота Блу Ричърдс) е представена като аусайдер, която идва за първата си година в Раундвю три седмици след започването, тъй като се мести от Оксфорд в Бристол. Тя е интелигентно и креативно момиче, но другите я виждат като странник, главно заради дрехите ѝ. Ало Крийви (Уил Мерик) е оптимист, който обича кучето и фургона си. Той е най-добър приятел с Рич Хардбек (Алекс Арнълд) момче, което се потапя в метал музиката.
Мини Макгинес (Фрея Мейвор), Лив Малоун (Лея Луис) и Грейс Блъд (Джесика Сула) са най-добри приятелки. Когато Франки се появява, Мини вече се е утвърдила като кралица на колежа. Затъмнява своите несигурности и е жестока към Франки и останалите. От двете приятелки Лив е най-предната на Мини, тя е по разговорлива и е сексуално ненаситна. В сравнение с тях Грейс е сладка, мила и позитивна. Започва да се отделя от Мини, след като вижда примера на Франки и се сприятелява с аутсайдерите - Франки, Ало и Рич. Гаджето на Мини е Ник Леван (Шон Тийл). Брат му Мати (Себастиан де Суза) има опъната връзка със семейството си.